# Salwa
Salwa (arabiska: سَلْوَى) är ett distrikt (mintaqa) i Kuwaits huvudstad Kuwait, och är en del av provinsen Hawalli. Salwa ligger 15 meter över havet och antalet invånare var 40 945 år 2012.
Terrängen runt Salwa är platt och havet är nära österut.